# بزرگ‌سیاره کوچک (بازی ویدئویی ۲۰۰۸)
بزرگ‌سیاره کوچک (به انگلیسی: LittleBigPlanet) با نام اولیه چیز بزرگ بعدی، یک بازی ویدئویی به سبک سکوبازی و سندباکس بر اساس محتوای تولیدی کاربران است که توسط شرکت بریتانیایی مدیا مولکول توسعه یافته و سونی کامپیوتر انترتینمنت آن را به‌طور انحصاری برای کنسول پلی‌استیشن ۳ منتشر ساخته است. این بازی برای نخستین بار توسط فیل هریسون در مارس ۲۰۰۷ و در طی کنفرانس توسعه‌دهندگان بازی رونمایی شد. بازی شامل محتوای تولیدی کاربران است که به بازیکنان اجازه ایجاد مراحل دلخواهشان را می‌دهد. بازیکنان کنترل سک‌بوی را به‌دست می‌گیرند، یک عروسک ژنده پوش سفارشی‌سازی شده با قابلیت ایجاد آن.
این بازی توانست واکنش‌های بسیار مثبتی از سوی اکثر منتقدان دریافت کند و بر طبق بازبینی جمعی وبگاه متاکریتیک با میانگین امتیاز ۹۵ از ۱۰۰ بر اساس ۸۵ نقد قرار دارد، که به خاطر گرافیک، خلاقیت، صدا به همراه روندبازی، قابلیت وسیع تغییر ظاهر شخصیت‌ها و ویژگی‌های آنلاین آن، مورد ستایش قرار گرفت. بزرگ‌سیاره کوچک همچنین برندهٔ جوایز متعددی از جمله جایزه دی.آی.سی.ای. شده است و از دید چندین وبگاه و نشریه بازی‌های ویدئویی شامل: گیم‌پرو، اج و یوروگیمر به عنوان بهترین بازی سال لقب گرفت. دنبالهٔ آن تحت عنوان بزرگ سیاره کوچک ۲، در ژانویه ۲۰۱۱ منتشر شده است.